# Младен Божович
Младен Божович (серб. Младен Божовић / Младен Божовић, нар. 1 серпня 1984, Подгориця) — чорногорський футболіст, воротар клубу «Зета» та національної збірної Чорногорії.

## Клубна кар'єра
Вихованець футбольного клубу «Забєло» з рідного міста Подгориця, у головній команді якого виступав в 2001—2003 роках у другому дивізіоні Югославії.
Перед початком сезону 2003/04 перейшов до «Будучності», з якою завоював право виступати в вищій лізі чемпіонату Сербії і Чорногорії, проте наступні 2 сезону знову провів у другій за значимістю лізі чемпіонату Сербії і Чорногорії, виступаючи за два інших клуби з Подгориці — «Младост» та «Ком».

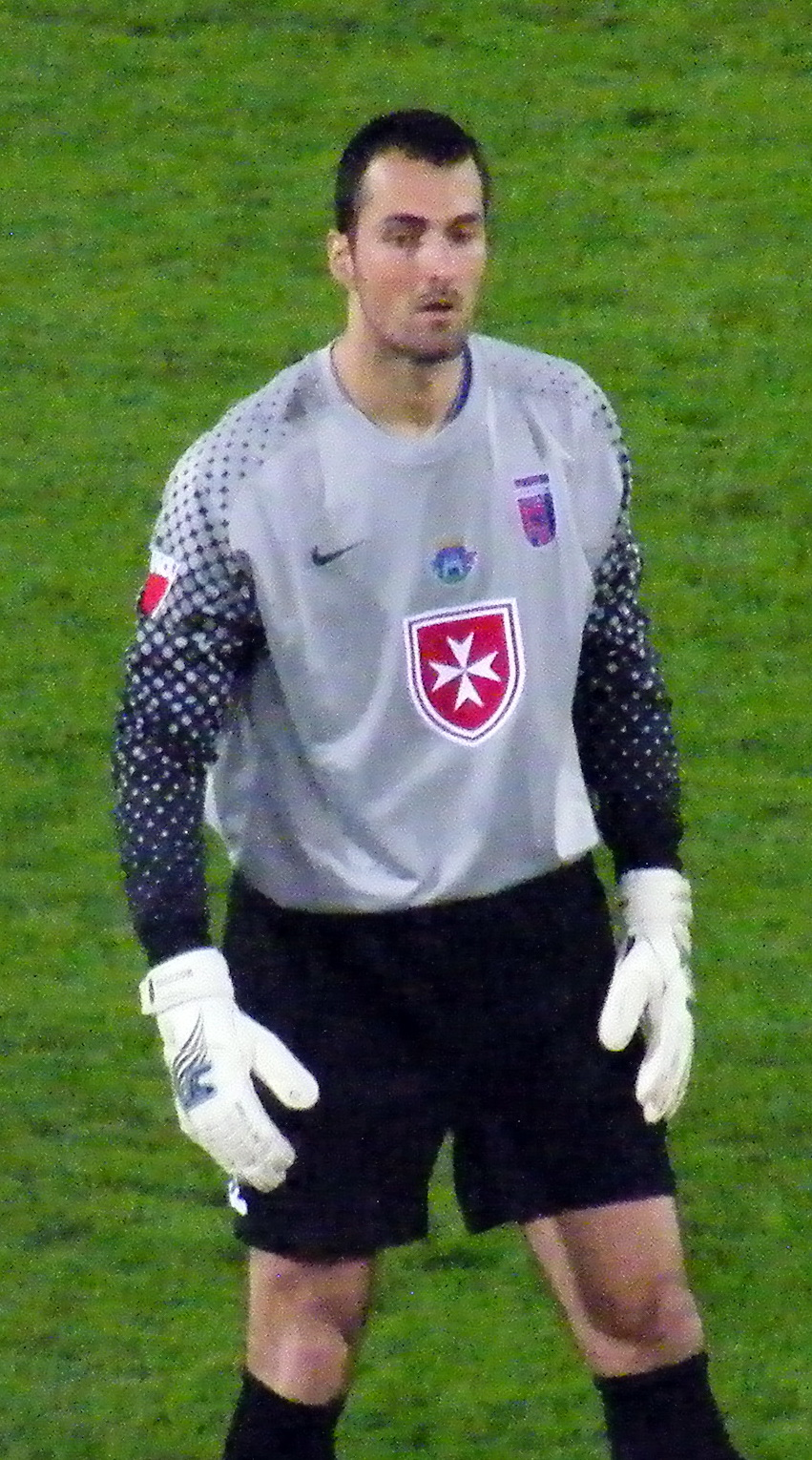
Младен Божович під час виступів за «Відеотон». 28 вересня 2010 року.

Після організації чемпіонату Чорногорії повернувся до «Будучності», за яку виступав ще півтора сезону. У складі «Будучності» став спочатку віцечемпіоном, а потім і чемпіоном Чорногорії.
В середині сезону 2007/08 перебрався до табору белградського «Партизана». У складі «чорно-білих» грав до кінця сезону 2009/10. За цей час тричі виграв чемпіонат Сербії і двічі став володарем Кубку Сербії.
Влітку 2010 року перейшов у угорський клуб «Відеотон», якому у сезоні 2010/11 допоміг вперше в історії стати чемпіоном Угорщини. У сезонах 2011/12 і 2012/13 у складі «Відеотона» ставав віцечемпіоном країни. Всього встиг відіграти за клуб з Секешфегервара 63 матчі в національному чемпіонаті.
23 червня 2013 року воротар перейшов у російський клуб «Том». До томського клубу воротар приєднався на правах вільного агента. У сезоні 2013/14 взяв участь у 7 матчах «Томі», в яких пропустив 12 м'ячів. При цьому значну частину сезону воротар пропустив через травму.
31 серпня 2014 року футболіст, що не проходив до складу «Томі» через суворий ліміту на легіонерів у ФНЛ, на правах оренди перейшов у дзержинський «Хімік». 7 вересня 2014 року дебютував у складі «Хіміка», залишивши свої ворота в недоторканності в матчі проти «Сибіру» (2:0). До кінця року зіграв за «хіміків» 8 матчів у ФНЛ, в яких пропустив 14 голів.
19 грудня 2014 року стало відомо, що Божович виставлений «Томью» на трансфер з причини того, що має валютний контракт з клубом, що може негативно позначитися на фінансовому стані томського клубу в період фінансової кризи 2014 року в Росії.
До складу клубу «Зета» приєднався на початку 2016 року. Відтоді встиг відіграти за клуб з передмістя Подгориці 8 матчів в національному чемпіонаті.

## Виступи за збірну
2 червня 2007 року Божович дебютував в офіційних іграх у складі національної збірної Чорногорії у товариському матчі проти збірної Колумбії. Матч завершився поразкою чорногорців з рахунком 0:1, Божович провів на полі другий тайм і голів не пропустив. У 2007-2009 роках брав участь тільки в товариських матчах своєї збірної.
У 2010-2011 роках зіграв у всіх десяти відбіркових матчах своєї збірної до Євро-2012, проте чорногорці не пробилися на турнір, поступившись у стикових матчах збірній Чехії.
Всього провів у формі головної команди країни 37 матчів.

## Досягнення

### Командні
«Будучності»
- Чемпіонат Чорногорії
  - Чемпіон (1): 2007/08
  - Віцечемпіон (1): 2006/07
- Кубок Чорногорії
  - Фіналіст (1): 2007/08

 «Партизан»
- Чемпіонат Сербії
  - Чемпіон (3): 2007/08, 2008/09, 2009/10
- Кубок Сербії
  - Володар (2): 2007/08, 2008/09

 «Відеотон»
- Чемпіонат Угорщини
  - Чемпіон (1): 2010/11
  - Віцечемпіон (2): 2011/12, 2012/13
- Кубок Угорщини
  - Фіналіст (1): 2010/11
- Суперкубок Угорщини
  - Володар (2): 2011, 2012